# ファシリティドッグ
ファシリティドッグ/ファシリティードッグ（英: facility dogs）は、セラピードッグの一種で、アニマルセラピー（動物介在療法）の高度に専門的なトレーニングを受けたアニマルコンパニオンとして、それを必要とする施設（病院など）に常駐（常勤）するタイプの犬をいう。
狭義のセラピードッグが、勤務地を一箇所に固定することなく移動するのに対し、ファシリティドッグは、加齢・病気・怪我などによって引退するまでの間、固定された一箇所で勤務する。また、狭義のセラピードッグとファシリティドッグでは、前者に比して後者はより高度な能力と厳格な資格を要し、それによって狭義のセラピードッグには許されない「治療計画への介入」が重要な役割の一つとなっている。具体的には、麻酔が効くまで付き添うことで麻酔薬の使用量を減らすことができる、注射や点滴を嫌がる子供がそれを受け入れるようになる、など。ハンドラー（セラピーアニマルの指導役）も、臨床経験5年以上の医療従事者（看護師や臨床心理士）であることが条件となっており、狭義のセラピードッグにつくハンドラーには無い専門的能力と資格を要する。加えて、勤務地の近くにファシリティドッグと共に居住する必要がある。

## 概要
日本での導入は、2018年時点で2病院3頭。日中の病院に常駐し、子供たちの手術室への移動に同行したり、添い寝をしたりする。2019年には東京都立小児総合医療センターが雌のラブラドール・レトリバー1頭を導入した。  

## 歴史
日本では、2010年（平成22年）1月に静岡県立こども病院に導入されたのが初である。

### ベイリー
オーストラリア生まれ。生後6か月から2歳までの間、米国ハワイ州で専門的トレーニングを受けた。

### 費用
1頭のファシリティドッグを病院に導入するためには、かなりの費用が必要となる。初年度は約1200万円（初期費用〈譲渡料と訓練・育成費〉、ハンドラーの人件費、餌代と衛生管理も含めた健康管理費など）、その後は年間約900万円（初期費用以外の諸経費）。出典：NPO法人シャイン・オン・キッズ Q&A。

### 年表
- 2010年（平成22年）1月某日 - 日本初の導入／静岡県立こども病院で「ベイリー」（イングリッシュゴールデンレトリーバー）が着任する[6]。
- 2012年（平成24年）7月6日[1] - 「ベイリー」が神奈川県立こども医療センターへ転任[6][7]。
- 2017年（平成29年）9月13日 - 神奈川県立こども医療センターで「アニー」（1歳7か月のゴールデンレトリーバー）が着任[8][7]。12月に迎える10歳（人間相当年齢：75歳）の誕生日を機にフルタイム勤務を終了する「ベイリー」の後任犬で、しばらくは2頭体制で勤務する[8][7]。雌としては日本史上初[7]。
- 2018年（平成30年）
  - 6月某日 - 「ベイリー」が「名誉ファシリティドッグ」の称号を受ける。
  - 10月16日 - 「ベイリー」が引退。以後は、無理の無い範囲で、病院の図書館などで患者らを癒やすボランティア犬として余生を送る。
- 2019年（平成31年）1月27日、ドキュメンタリー番組『NHKスペシャル ベイリーとゆいちゃん』で特集された。